# گرنت هیل
گرنت هیل (انگلیسی: Grant Hill؛ زادهٔ ۱ ژانویه ۲۰۰۰) یک تهیه‌کننده اهل استرالیا است. 

## فیلم‌ها
- ۱۹۹۴ - کلاغ (فیلم ۱۹۹۴)
- ۱۹۹۴ - مبارز خیابانی (فیلم)
- ۱۹۹۷ - تایتانیک (فیلم ۱۹۹۷)
- ۱۹۹۸ - The Thin Red Line
- ۲۰۰۳ - ماتریکس: بارگذاری مجدد
- ۲۰۰۳ - انقلاب‌های ماتریکس
- ۲۰۰۶ - وی مثل وندتا (فیلم)
- ۲۰۰۸ - مسابقه سرعت (فیلم)
- ۲۰۰۹ - نینجای قاتل
- ۲۰۱۱ - درخت زندگی (فیلم)
- ۲۰۱۲ - اطلس ابر (فیلم)
- ۲۰۱۴ - صعود به مشتری